# Aizubange (Fukushima)
Aizubange (会津坂下町 Aizubange-machi?) es un pueblo localizado en la prefectura de Fukushima, Japón. En junio de 2019 tenía una población de 15.450 habitantes y una densidad de población de 169 personas por km². Su área total es de 91,59 km².

## Geografía

### Municipios circundantes
- Prefectura de Fukushima
  - Aizuwakamatsu
  - Kitakata
  - Yanaizu
  - Yugawa
  - Nishiaizu
  - Aizumisato

## Demografía
Según datos del censo japonés, la población de Aizubange ha disminuido en los últimos años.
| Año del censo | Población |
| ------------- | --------- |
| 1995          | 20.083    |
| 2000          | 19.426    |
| 2005          | 18.274    |
| 2010          | 17.360    |
| 2015          | 16.303    |